# Dihoplus kirchbergensis
El rinoceronte de Merck (Stephanorhinus kirchbergensis) es una especie extinta de rinoceronte bien conocida por las decenas de fósiles del Pleistoceno encontrados en gran parte de Eurasia, desde Portugal a China. Se trata de una especie ramoneadora típica de los periodos cálidos en esta zona, que emigraba hacia el sur en las épocas en que avanzaban los glaciares y con ellos las especies de climas fríos como el rinoceronte lanudo. Este animal pertenecía al género Stephanorhinus, del que en la actualidad sólo sobrevive el rinoceronte de Sumatra, en grave peligro de extinción, aunque los últimos análisis lo sitúan en el género Dihoplus.

## Historia natural
El rinoceronte de Merck (en otro tiempo era nombrado como Dicerorhinus merckii) habitaba en ecosistemas boscosos con abundante agua, donde se alimentaba de plantas arbustivas y ramas de árboles bajos. Para ello, contaba con un labio picudo similar al del rinoceronte negro africano. Al igual que este animal, la especialización alimentaria permitía que el rinoceronte de Merck pudiera compartir hábitat con otro rinoceronte, en este caso el rinoceronte de estepa (Stephanorhinus hemitoechus), que se alimentaba preferentemente de hierbas, como lo hace hoy en África el rinoceronte blanco.
Esta especie quedó relegada a unos pocos refugios en la península ibérica hace unos 30 000 años, mientras se extinguía en otros refugios glaciares como el Cáucaso, los Balcanes o la península itálica coincidiendo con la expansión de los seres humanos anatómicamente modernos, de acuerdo a los primeros análisis con dataciones de alta resolución, debido a la caza insostenible por parte del Homo sapiens. Anteriormente fue presa ocasional del hombre de Neandertal.